# Radisson (circonscription électorale)
Pour les articles homonymes, voir Radisson (homonymie).
Circonscription électorale provinciale du Canada
Radisson est une circonscription électorale provinciale du Manitoba (Canada). Située dans le nord-est de Winnipeg, le nom de la circonscription rappelle Pierre-Esprit Radisson, explorateur du XVIIe siècle.
Les circonscriptions limitrophes sont Transcona au sud et à l'est, Springfield-Ritchot, au nord-est, Rossmere au nord, Concordia à l'ouest, et Saint-Boniface au sud-ouest.

## Liste des députés
| Radisson                                                      | Radisson                                                      | Radisson                                                      | Radisson                                                      | Radisson                                                      | Radisson |
| Nom                                                           | Nom                                                           | Parti                                                         | Mandat                                                        | Législature                                                   |          |
| Circonscription issue de Saint-Boniface et Kildonan-Transcona | Circonscription issue de Saint-Boniface et Kildonan-Transcona | Circonscription issue de Saint-Boniface et Kildonan-Transcona | Circonscription issue de Saint-Boniface et Kildonan-Transcona | Circonscription issue de Saint-Boniface et Kildonan-Transcona |          |
| ------------------------------------------------------------- | ------------------------------------------------------------- | ------------------------------------------------------------- | ------------------------------------------------------------- | ------------------------------------------------------------- | -------- |
|                                                               | Russell Paulley                                               | Co-operative Commonwealth                                     | 1958 - 1959                                                   | 25e                                                           |          |
|                                                               | Russell Paulley                                               | Co-operative Commonwealth                                     | 1959 - 1961                                                   | 26e                                                           |          |
|                                                               | Russell Paulley                                               | Néo-démocrate                                                 | 1961 - 1962                                                   | 26e                                                           |          |
|                                                               | Russell Paulley                                               | Néo-démocrate                                                 | 1962 - 1966                                                   | 27e                                                           |          |
|                                                               | Russell Paulley                                               | Néo-démocrate                                                 | 1966 - 1969                                                   | 28e                                                           |          |
|                                                               | Harry Shafransky                                              | Néo-démocrate                                                 | 1969 - 1973                                                   | 29e                                                           |          |
|                                                               | Harry Shafransky                                              | Néo-démocrate                                                 | 1973 - 1977                                                   | 30e                                                           |          |
|                                                               | Abe Kovnats                                                   | Progressiste-conservateur                                     | 1977 - 1981                                                   | 31e                                                           |          |
|                                                               | Gerard Lecuyer                                                | Néo-démocrate                                                 | 1981 - 1986                                                   | 32e                                                           |          |
|                                                               | Gerard Lecuyer                                                | Néo-démocrate                                                 | 1986 - 1988                                                   | 33e                                                           |          |
|                                                               | Allan Patterson                                               | Libéral                                                       | 1988 - 1990                                                   | 34e                                                           |          |
|                                                               | Marianne Cerilli                                              | Néo-démocrate                                                 | 1990 - 1995                                                   | 35e                                                           |          |
|                                                               | Marianne Cerilli                                              | Néo-démocrate                                                 | 1995 - 1999                                                   | 36e                                                           |          |
|                                                               | Marianne Cerilli                                              | Néo-démocrate                                                 | 1999 - 2003                                                   | 37e                                                           |          |
|                                                               | Bidhu Jha                                                     | Néo-démocrate                                                 | 2003 - 2007                                                   | 38e                                                           |          |
|                                                               | Bidhu Jha                                                     | Néo-démocrate                                                 | 2007 - 2011                                                   | 39e                                                           |          |
|                                                               | Bidhu Jha                                                     | Néo-démocrate                                                 | 2011 - 2016                                                   | 40e                                                           |          |
|                                                               | James Teitsma                                                 | Progressiste-conservateur                                     | 2016 - 2019                                                   | 41e                                                           |          |
|                                                               | James Teitsma                                                 | Progressiste-conservateur                                     | 2019 - 2023                                                   | 42e                                                           |          |
|                                                               | Jelynn Dela Cruz                                              | Néo-démocrate                                                 | 2023 - présent                                                | 43e                                                           |          |